# Dejounte Murray
Dejounte Dashaun Murray (ur. 19 września 1996 w Seattle) – amerykański koszykarz występujący na pozycji rozgrywającego, aktualnie zawodnik Atlanty Hawks.
30 czerwca 2022 został wytransferowany do Atlanty Hawks.

## Osiągnięcia
Stan na 29 stycznia 2023, na podstawie, o ile nie zaznaczono inaczej.
NCAA
- Wybrany do:
  - I składu pierwszoroczniaków Pac-12 (2016)
  - II składu Pac-12 (2016)
- Lider Pac-12 w liczbie[4]:
  - strat (110 – 2016)
  - oddanych rzutów za 2 punkty (368 – 2016)

NBA
- Zaliczony do II składu defensywnego NBA (2018)[5]
- Uczestnik meczu gwiazd NBA (2022)[a]
- Lider sezonu regularnego NBA w średniej przechwytów (2022 – 2,03)[7]